# División de Honor Femenina A de hockey hierba
La División de Honor Femenina de hockey hierba, denominada Liga Iberdrola por motivos de patrocinio, es la máxima categoría de la competición española de este deporte, por encima del segundo nivel, la Primera División. 
Se inició en la temporada 1933-34 como Liga de Primera División, cambiando de nombre en la temporada 1985-86 por División de Honor Femenina. 
La organiza la Real Federación Española de Hockey.
Desde la temporada 2013-14, se disputa el título en unos playoffs al término de la temporada regular.

## Palmarés
| Año                                | Campeón                                  | Segundo               | Tercero            | Cuarto              |
| ---------------------------------- | ---------------------------------------- | --------------------- | ------------------ | ------------------- |
| Liga de Primera División femenina  |                                          |                       |                    |                     |
| 1934                               | Atlético de Madrid                       | Club de Campo         | Atlántida Vigo     |                     |
| 1935                               | Atlético de Madrid                       | Club de Campo         |                    |                     |
| 1936                               | Atlético de Madrid                       | Club de Campo         |                    |                     |
| 1941                               | Atlético Aviación                        | FC Barcelona          |                    |                     |
| 1943                               | Castilla SF                              | FC Barcelona          |                    |                     |
| 1944                               | Atlético Aviación                        | Castilla SF           |                    |                     |
| 1945                               | Castilla SF                              | Atlético Aviación     | Imperio de León    | FC Barcelona        |
| 1947                               | Castilla SF                              | Marineda La Coruña    |                    |                     |
| 1948                               | Atlético de Madrid                       | Castilla SF           |                    |                     |
| 1949                               | Atlético de Madrid                       | CH Saeta de La Coruña |                    |                     |
| 1950                               | Atlético de Madrid                       | Castilla SF           |                    |                     |
| 1951                               | Atlético de Madrid                       | Castilla SF           |                    |                     |
| 1952                               | Atlético de Madrid                       | CH Saeta de La Coruña |                    |                     |
| 1953                               | CH Saeta de La Coruña                    | Real Aero Club        |                    |                     |
| 1955                               | Real Aero Club                           | CH Saeta de La Coruña |                    |                     |
| 1956                               | Real Aero Club                           | CH Saeta de La Coruña |                    |                     |
| 1957                               | Real Aero Club                           | CH Saeta de La Coruña |                    |                     |
| 1958                               | CD Terrassa                              |                       |                    |                     |
| 1959                               | CD Terrassa                              |                       |                    |                     |
| 1960                               | CD Terrassa                              |                       |                    |                     |
| 1961                               | CD Terrassa                              |                       |                    |                     |
| 1962                               | CD Terrassa                              |                       |                    |                     |
| 1963                               | CD Terrassa                              |                       |                    |                     |
| 1964                               | RC Polo                                  |                       |                    |                     |
| 1965                               | RC Polo                                  |                       |                    |                     |
| 1966                               | CD Terrassa                              |                       |                    |                     |
| 1967                               | Atlético de Madrid                       | CD Terrassa           |                    |                     |
| 1968                               | CD Terrassa                              | Atlético de Madrid    |                    |                     |
| 1969                               | CD Terrassa                              | Atlético de Madrid    | Águilas de León    | RC Jolaseta         |
| 1970                               | Atlético de Madrid                       | RC Jolaseta           | Medina Santander   | CD Terrassa         |
| 1971                               | Atlético de Madrid                       | RC Jolaseta           |                    |                     |
| 1972                               | RC Polo                                  | Atlético de Madrid    |                    |                     |
| 1973                               | RC Polo                                  |                       |                    |                     |
| 1974                               | Club de Campo                            |                       |                    |                     |
| 1975                               | Club de Campo                            |                       | Atlético de Madrid | Real Sociedad       |
| 1976                               | Club de Campo                            | Medina Santander      | Atlético de Madrid | CD Terrassa         |
| 1977                               | RC Polo                                  |                       |                    |                     |
| 1978                               | RC Polo                                  |                       |                    |                     |
| 1979                               | RC Polo                                  |                       |                    |                     |
| 1980                               | CD Terrassa                              |                       |                    |                     |
| 1981                               | Real Sociedad                            |                       |                    | Atlético de Madrid  |
| 1982                               | CD Terrassa                              |                       |                    |                     |
| 1983                               | CD Terrassa                              |                       |                    |                     |
| 1984                               | Club de Campo                            | Atlético de Madrid    |                    |                     |
| 1985                               | CD Terrassa                              |                       |                    |                     |
| Liga de División de Honor femenina |                                          |                       |                    |                     |
| 1986                               | Real Sociedad                            | CD Terrassa           | Club de Campo      | Atlético de Madrid  |
| 1987                               | Club de Campo                            | Atlético de Madrid    |                    |                     |
| 1988                               | Club de Campo                            | CD Terrassa           | Atlético de Madrid |                     |
| 1989                               | Club de Campo                            |                       |                    | Atlético de Madrid  |
| 1990                               | Club de Campo                            |                       | Atlético de Madrid |                     |
| 1991                               | Club de Campo                            |                       | Atlético de Madrid |                     |
| 1992                               | Club de Campo                            |                       |                    | Atlético de Madrid  |
| 1993                               | Real Sociedad                            |                       |                    |                     |
| 1994                               | Real Sociedad                            |                       |                    |                     |
| 1995                               | Club de Campo                            |                       |                    |                     |
| 1996                               | Valdeluz                                 |                       |                    |                     |
| 1997                               | Real Sociedad                            |                       |                    |                     |
| 1998                               | Real Sociedad                            |                       |                    |                     |
| 1999                               | Real Sociedad                            |                       |                    |                     |
| 2000                               | CD Terrassa                              |                       |                    |                     |
| 2000-01                            | CD Terrassa                              |                       |                    |                     |
| 2001-02                            | CD Terrassa                              |                       |                    |                     |
| 2002-03                            | RC Polo                                  | CD Terrassa           | Real Sociedad      | Europcar Ourense HC |
| 2003-04                            | Club de Campo                            | Real Sociedad         | RC Polo            | Europcar Ourense HC |
| 2004-05                            | CD Terrassa                              | F.C. Junior           | RC Polo            | Real Sociedad       |
| 2005-06                            | RC Polo                                  | Club de Campo         | F.C. Junior        | CD Terrassa         |
| 2006-07                            | Club de Campo                            | ONO Atlètic Terrassa  | RC Polo            | F.C. Junior         |
| 2007-08                            | CD Terrassa                              | F.C. Junior           | Princess RC Polo   | Club de Campo       |
| 2008-09                            | Club de Campo                            | F.C. Junior           | Princess RC Polo   | Atlètic Terrassa    |
| 2009-10                            | Club de Campo                            | Real Sociedad         | CD Terrassa        | F.C. Junior         |
| 2010-11                            | Club de Campo                            | Real Sociedad         | RC Polo            | Club Egara          |
| 2011-12                            | Club de Campo                            | Real Sociedad         | RC Polo            | Club Egara          |
| 2012-13                            | Real Sociedad                            | Club de Campo         | SPV CH             | F.C. Junior         |
| 2013-14                            | Club de Campo                            | Real Sociedad         | RC Polo            | F.C. Junior         |
| 2014-15                            | Club de Campo                            | RC Polo               | Real Sociedad      | Club Egara          |
| 2015-16                            | SPV Complutense                          | Club de Campo         | F.C. Junior        | Real Sociedad       |
| 2016-17                            | Club de Campo                            | F.C. Junior           | SPV Complutense    | Real Sociedad       |
| 2017-18                            | Real Sociedad                            | F.C. Junior           |                    |                     |
| 2018-19                            | Club de Campo                            | F.C. Junior           | SPV Complutense    | Club Egara          |
| 2019-20                            | Cancelada por la pandemia de Coronavirus |                       |                    |                     |
| 2020-21                            | Club de Campo                            | F.C. Junior           | SPV Complutense    | RC Polo             |
| 2021-22                            | SPV Complutense                          | Club de Campo         | RC Polo            | F.C. Junior         |
| 2022-23                            | F.C. Junior                              | Club de Campo         |                    |                     |
| 2023-24                            | RC Polo                                  | Atlètic Terrassa HC   |                    |                     |

- En los años 1937, 1938, 1939, 1940, 1942, 1946 y 1954 no se disputó el campeonato.

## Títulos por equipo
- 22 títulos:  Club de Campo
- 18 títulos:  CD Terrassa
- 13 títulos:  Atlético de Madrid
- 10 títulos:  RC Polo
- 9 títulos:  Real Sociedad
- 3 títulos:  Castilla SF,  Real Aero Club y  SP Valdeluz Complutense
- 1 títulos:  CH Saeta de La Coruña y  F.C. Junior